# Pénz

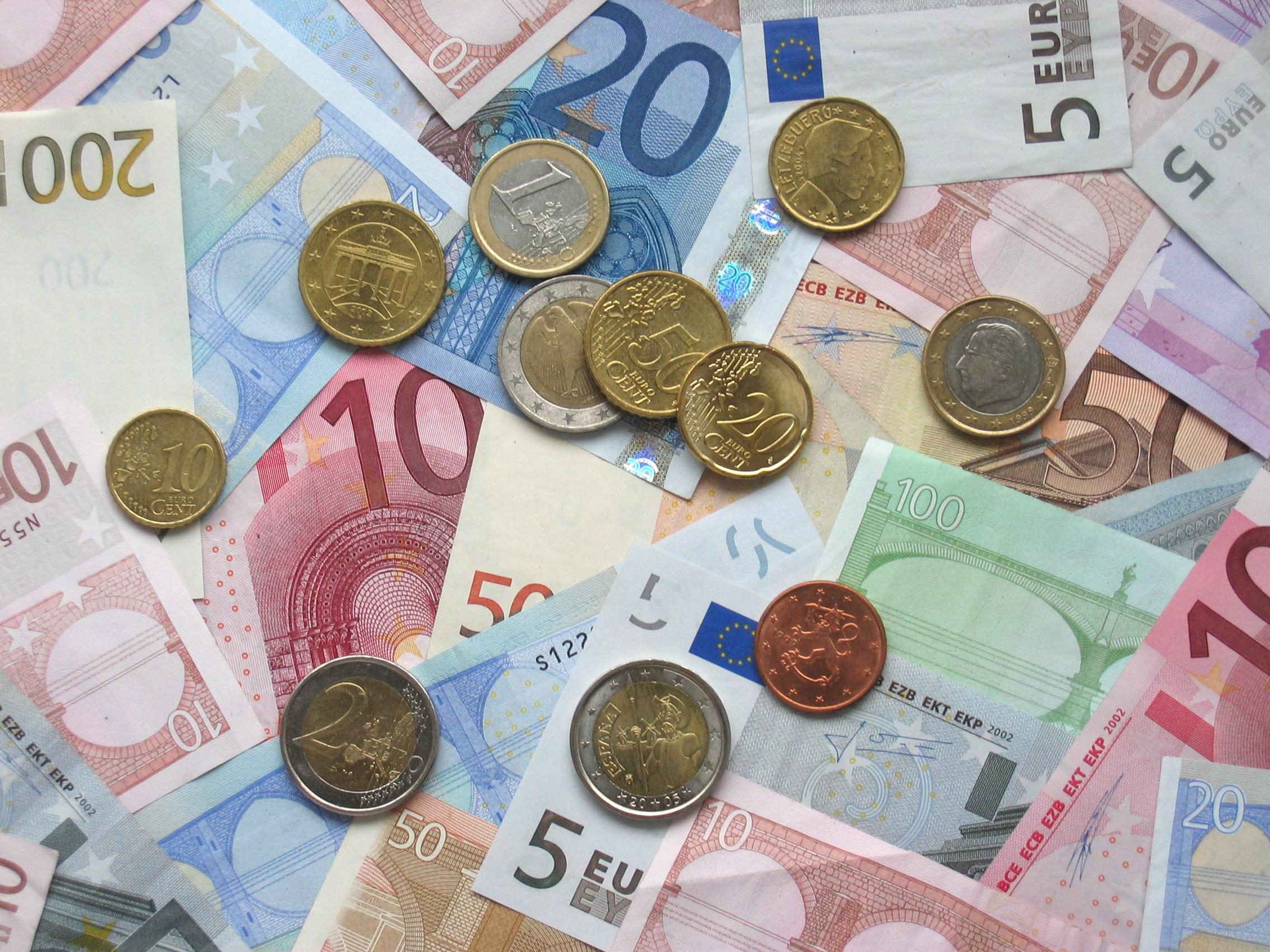
Euróbankjegyek és érmék

A pénz a legegyszerűbb meghatározása szerint a társadalomban általánosan és azonnal felhasználható csere- és fizetési eszköz. Átadásával lehet javakat és szolgáltatásokat megvásárolni, illetve adósságokat törleszteni.
A pénz eredetileg általában árupénz volt, azaz önálló értékkel rendelkezett, ami a gazdaságtörténet során főleg nemesfémekből készült érmét jelentett.
A modern pénz hitelpénz, az emberek közötti bizalmi egyezmény. Fizikai valójában nem, csak szimbolikusan bír értékkel, értéket csupán az emberek bizalma ad neki.
A pénz lehet törvényes fizetési eszköz, azaz az állam törvényileg garantálja, hogy az alkalmas adósság megfizetésére. Ez jogi kategória, ami időnként szembe kerülhet a közgazdasági tartalommal, amennyiben az elértéktelenedett pénzt a társadalom tagjai nem kívánják elfogadni.
A pénz értékének csökkenését inflációnak, növekedését pedig deflációnak nevezzük.

## A szó eredete és kultúrtörténete

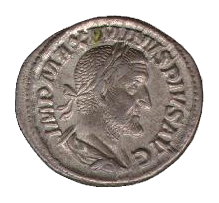
Ókori római denarius

A magyar „pénz” szó szláv eredetű (cseh peníze, lengyel pieniądz de számos más szláv nyelvben is fellelhető). A hasonló szláv szavak viszont a német Pfennig szó 8. századi előzményének átvételéből alakultak ki.
A pénz szó görög megfelelője a νόμισμα (nomiszma vagy numiszma), amely a νομίζω (nomizo, azaz „gondolni”) és νόμος (nomosz , azaz „törvény”) szóból ered. (Innen származik a „numizmatika” szó is.)
A latin monetáris kifejezés, illetve a sok nyelvben mon- vagy man- kezdetű 'pénz' jelentésű szó (például az angol money) az i. e. 269-ben Rómában vert első denariustól származik. Az érmék hátoldalára ugyanis Héra római megfelelőjének (Juno Moneta) a „vezetéknevét” (Moneta) verték, ezért terjedt el a pénz „monéta” neve.
A héber nyelvben a pénzre használt egyik szó a mammon. Az arámi eredetű szó először az Újszövetségben szerepel, ahol a nyelvészeti és etimológiai szövegkörnyezetétől függően több értelme is lehetett. Társadalomgazdasági, kulturális és vallástudományi szempontból a szélesebb értelmű „gazdagság” jelentést tulajdonítják neki. Némelyek a „megbízott” szóval, mások a héber matmon („kincs”) vagy a föníciai mommon („haszon”) szóval hozzák összefüggésbe, de a héber ממון („pénz”) szó megfelelőjeként is használatos lehetett már Jézus korában is. A mammon szó görög megfelelője, a mamonasz a Hegyi beszédben is szerepel (Máté evangéliuma, 4:24), valamint a hamis sáfárról szóló példabeszédben (Lukács evangéliuma, 16:9-13) is említi Jézus. A legtöbb bibliafordítás meghagyja az eredeti mammon formát.

## Meghatározásai
A közgazdaságtan és a szociológia is megfogalmazott klasszikus meghatározásokat a pénzre vonatkozóan. Friedrich Bendixen szerint a pénz  „utalvány a társadalmi termék egy meghatározott részére”, „az állam társadalmi termékének hipotetikus tulajdonosi részesedése, eszmei igény a gazdasági szükségletek kielégítésére”. Szerinte így a pénz az egyén korábbi társadalmi teljesítményének megfelelő utalvány a szükséges javak megszerzéséhez. Günter Schmölders szerint a pénz „általános alkalmazású, dokumentált értékmegfelelő”.
Jogi szempontból a pénz törvényes fizetési eszköz, a jogrendszer terméke.
Gyakorlati szempontból a pénz fizetési és csereeszköz, ami abban különbözik az egyéb elcserélt tárgyaktól, hogy önmagában, tárgyi formájában nem alkalmas szükségletek kielégítésére, ehhez további cseréket kell végrehajtani.
Marxista meghatározása szerint a pénz az általános egyenérték szerepét tartósan betöltő csereeszköz. Marx a Tőke című művében idézi Pietro Verri 18. századi olasz társadalomtudóst, közgazdászt, aki szerint a pénz az általános áru. Minden más áru csak a pénz különös egyenértéke, a pénz pedig ezeknek az áruknak az általános egyenértéke. Minden áru mint különös áru viszonyul a pénzhez mint általános áruhoz. hivatkozza: 

## A pénz válfajai, megjelenési formáinak csoportosításai

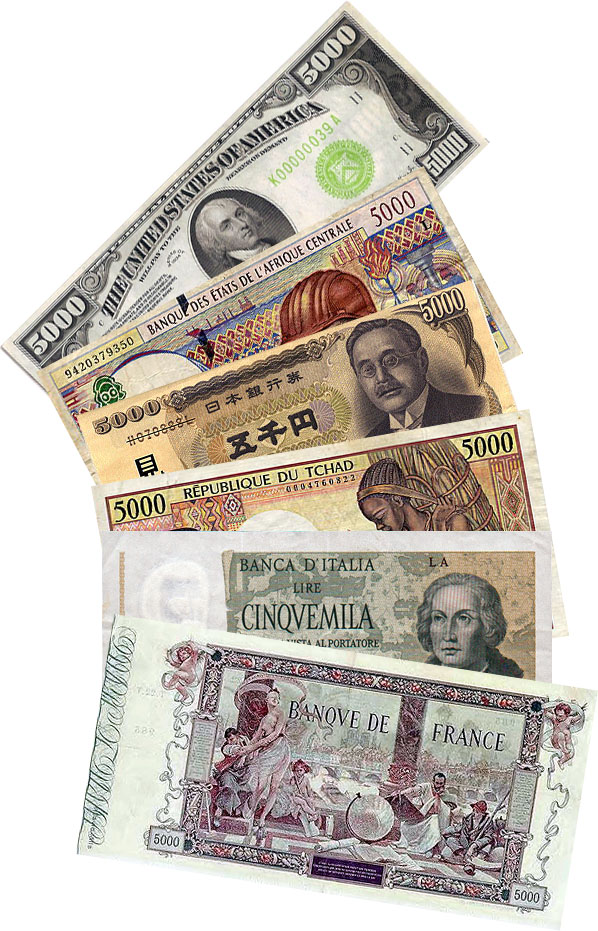
Ötezres címletek

A pénz különböző megjelenési formáit sokféleképpen lehetséges csoportosítani. Kézenfekvő a különbségtétel anyaguk szerint, a bankjegy vagy papírpénz és az érme között, illetve a számlapénz, elektronikus pénz, valamint a digitális jegybankpénz között.
Hasonlóan mindennapos a kibocsátó országok törvényes fizetési eszköze szerinti megkülönböztetés, ekkor nemzeti valutákról beszélünk.
A bankjegyeket történelmileg megkülönböztethetjük a nemesfémre való átválthatóságuk szerint: a klasszikus bankjegyek a bankokban átválthatók voltak nemesfémből készült érmékre, azaz maguk is önálló értékkel bíró árupénzek voltak. A modern bankjegyek ilyen átválthatósága régen megszűnt, ezért hitelpénzeknek nevezzük őket. A klasszikus bankjegyeket egyes közgazdasági iskolák képviseleti pénznek is nevezik, mivel a nemesfém érméket képviselik.
Az érmék között is különbséget kell tennünk történelmileg, az értékpénz (önálló értékkel bíró arany- vagy ezüstpénz) és a váltópénz, az „apró” között. Ma már minden pénzérme váltópénz.
A modern közgazdaságtan az egyes gazdaságokban rendelkezésre álló pénzkínálat vizsgálatakor különbséget tesz a monetáris aggregátumok (M1, M2, M3) között aszerint, hogy a pénz egyes formái (bankbetétek, kötvények, befektetések) mennyire likvidek, milyen gyorsan tehetők készpénzzé.

## A pénz története

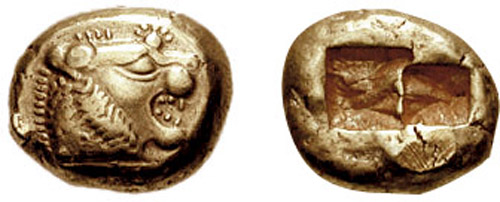
Lydiai elektrum pénzérme i. e. 640-ből

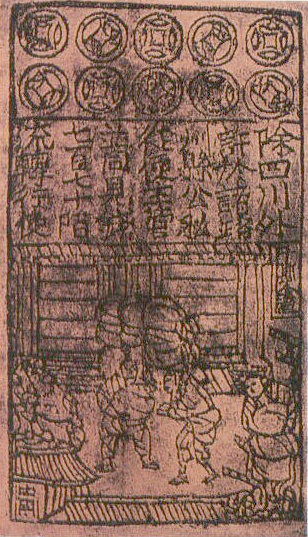
A Szung-dinasztia nyomtatta az első papírpénzt a világon

Az emberek közötti barter jellegű csere története az őskőkorszakra nyúlik vissza. Bizonyos elméleti feltevések ellenére nem bizonyított, hogy a barter, azaz az áruk rendszeres cseréje valaha is általánosan elfogadott gazdasági módszer lett volna. Ehelyett a történészek inkább az ajándékgazdaság illetve a kölcsönös adósságok rendszerét vélik felfedezni a régi társadalmakban. Ha valóban sor került barterre, akkor az általában idegenek vagy potenciális ellenségek közötti egyszeri aktus volt.
A pénz, árupénz formájában a világon számos helyen, egymástól függetlenül megjelent a korai társadalmakban. A mezopotámiai sékel eredetileg súlyegység volt, 160 szem árpa súlyának felelt meg. Használatáról már az i. e. 3000 körüli évekből vannak adatok. Amerikában, Ázsiában, Afrikában és Ausztráliában egyaránt ismeretes volt az egyébként ékszerként, füzérben használt különböző kagylók pénzként való alkalmazása is. Hérodotosz szerint  Lüdia lakói használtak először arany és ezüst pénzérméket. A mai történettudomány szerint i. e. 650 és 600 között verhettek először feliratos pénzérméket.
A kereskedelem fejlődésével egyre gyakrabban előfordult, hogy a nemesfémekből készült pénz mennyisége nem volt elegendő a kereskedelmi műveletek lebonyolításához. Kialakult az a gyakorlat, hogy a kereskedők az áruért cserébe elismervényeket adtak, amit aztán az áruk korábbi tulajdonosai pénzhelyettesítőként továbbadhattak. Így jött létre a váltó.
Papírpénzt először Kínában használtak a Szung-dinasztia idején. Ezek előzménye a váltó volt, amit már a 7. században alkalmaztak.
Európában a Kínából hazatért utazók, Rubruk és Marco Polo  adtak hírt a papírpénzről a 13. században. Az első európai bakjegyeket Svédországban állították elő 1661-ben. Fokozatosan elterjedt a bankjegyek használata, kialakultak az aranystandardon alapuló pénzügyi rendszerek, ahol a papírpénzek előre rögzített arányban átválthatók voltak nemesfémből készült érmékre – bár az átváltást nem bátorították, hiszen éppen azért használtak papírpénzt, mert a nemesfém pénz mennyiségileg nem tudta kielégíteni a kereskedelem szükségleteit.
1944-ben a Bretton Woods-i konferencia eredményeként létrejött a második világháború utáni nemzetközi pénzügyi rendszer, amelyben a nyugati országok az amerikai dollárhoz rögzítették valutájuk értékét, a dollár értékét pedig aranyban határozták meg. Az átválthatóság azonban egyre inkább áttételes, elméleti jellegű lett, míg végül 1971-ben az amerikai kormányzat eltörölte a dollár átválthatóságát, így a dollár és vele együtt az ahhoz rögzített más valuták végleg hitelpénzzé váltak.
A mai nyugati országokban helyenként divattá vált a próbálkozás a pénz nélküli élettel.

## A pénz funkciói
Marx A tőke című művében, 1867-ben a következőkben foglalta össze a pénz funkcióit:
- Értékmérő: Ár = belső érték. A pénz közvetíti a cserét, méri az áru értékét, vagyis a termékek árai a pénzen keresztül határozódnak meg.
- Forgalmi eszköz: Az áruk forgalmában a tranzakciók a pénz segítségével bonyolódnak le. A pénz és az áru azonos időben, de ellentétesen mozog.
- Fizetési eszköz: A pénz és az áru eltérő időben ellentétesen mozog. Tehát a pénzmozgás nem jár együtt az áru mozgásával.
- Felhalmozási eszköz = kincsképző funkció: A vagyon felhalmozódásának egyik formája a pénz tartalékolása. Alkalmas arra, hogy a felhalmozás eszköze legyen, ezért állandó igény, hogy stabil, ne csökkenő értékű legyen.
- Világpénz: Az arany és az ezüst világszerte betölthetik a pénz funkcióját. Egyes pénznemek is képesek a nemzetközi forgalomban is betölteni az előző funkciókat, vagyis konvertibilisek.

A pénznek ezek a funkciói a közgazdaságtudományban később általánosan elfogadottá váltak, kivéve a világpénz említését, ami fokozatosan magától értetődővé vált. A modern pénzek – szemben a korai társadalmak különféle sajátos árupénzeivel – világszerte működhetnek, bár a nem konvertibilis valuták árfolyama olyan rossz lehet, ami a valóságban kizárja a használatukat.
Híressé vált William Stanley Jevons elemzése a pénz funkcióiról Money and the Mechanism of Exchange (1875) című művében. Ő elsőként a pénz csereeszköz funkcióját emelte ki, majd az értékmérő szerep következett (elszámolási egység, unit of account), majd a halasztott fizetés eszközének szerepe következett (standard of value - ez később kikopott a pénz funkcióinak említése közül), végül következett a felhalmozás eszköze. 1919-re Jenkins meghatározásait versikében is összefoglalták az iskolai tanulók számára.
A modern közgazdasági oktatásban általában a pénz három funkcióját emelik ki, a csereeszköz, az elszámolási egység és a felhalmozás eszköze funkciókat.

## A pénz szükséges tulajdonságai
A pénz funkcióinak betöltéséhez, alkalmazhatóságához szükségesek a következő tulajdonságok:
- helyettesíthetőség; a pénz egységeinek egymással helyettesíthetőnek kell lennie
- tartósság; használhatónak kell maradnia hosszabb használat során is
- oszthatóság; kisebb egységekre oszthatónak kell lennie
- hordozhatóság; könnyen mozgatható legyen
- elfogadhatóság; a társadalom tagjai számára elfogadhatónak kell lennie
- ritkaság; hozzáférhetőségének korlátozottnak kell lennie

## Pénzkínálat

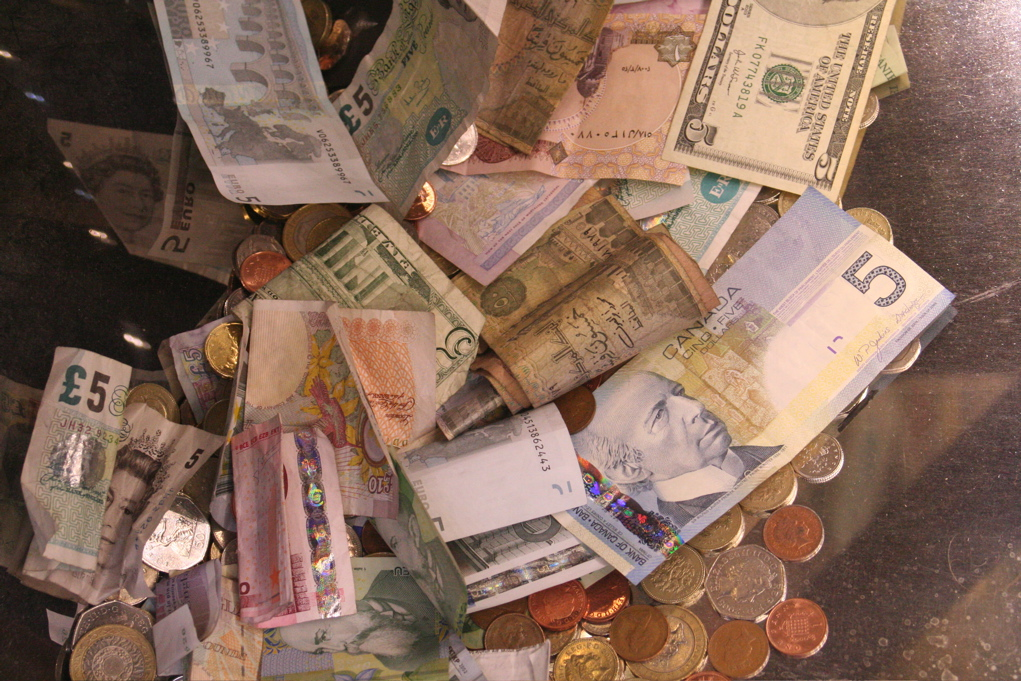
Különböző készpénzek

Széles értelemben véve a gazdaságban pénz minden olyan pénzügyi eszköz, ami képes betölteni a pénz (fentebb tárgyalt) funkcióit. Ezen pénzügyi eszközök összességét, a gazdaságban jelen lévő pénz egészét nevezzük pénzkínálatnak (money supply). A gazdaságban jelen lévő pénzkínálat mennyiségét annak belső szerkezete alapján (többek között valuta, látra szóló és egyéb betétek) különböző monetáris aggregátumokkal mérik, jelenítik meg.
A leggyakrabban használt monetáris aggregátumok jelei az M1, M2, és M3. Ezek egyre szélesebb kategóriák: az M1 tartalmazza a forgalomban lévő pénzt (bankjegyek és érmék) és a látra szóló betéteket; az M2 az M1 plusz takarékbetétek és lekötött betétek bizonyos értékhatár alatt ($100,000); az M3 az M2 plusz a nagyobb lekötött betétek és a hasonló pénzügyi számlák. A három mutató között a különbség a likviditásban rejlik:  M1 csak a leglikvidebb, a legkönnyebben hozzáférhető pénzügyi eszközöket tartalmazza, az M3 pedig a legkevésbé likvid eszközöket is. Ezeknek a mutatóknak a pontos tartalma országonként, pénzügyi rendszerenként eltérő lehet.
Szintén használatos az M0 jel is, aminek tartalma a monetáris bázis, azaz a központi bank által kibocsátott teljes pénzmennyiség. Ez abban különbözik a többi monetáris aggregátumtól, hogy a pénzteremtő szektorok (bankok, központi bank) egyes követeléseit is tartalmazza. Az M0 tartalma közelebbről: 
- a forgalomban lévő teljes pénzmennyiség
- plusz a kereskedelmi bankok széfjeiben tartott készpénzmennyiség
- plusz a kereskedelmi bankok által a központi bankban tartott tartalékok.[26]

Csak az M0 az a pénz, amivel ki lehet elégíteni a kereskedelmi bankoknak a pénzügyi szabályozás által megszabott tartalékkövetelményeit.

## Pénzteremtés
A modern gazdaságokban a pénzt két forrásból hozzák létre a gazdaság szükségletei arányában:
- a törvényes fizetési eszközt a központi bank nyomtattatja (M0)
- a banki pénzt a kereskedelmi bankok generálják hitel nyújtása révén (M1 és M2)[27]

## A pénz típusai

### Árupénz

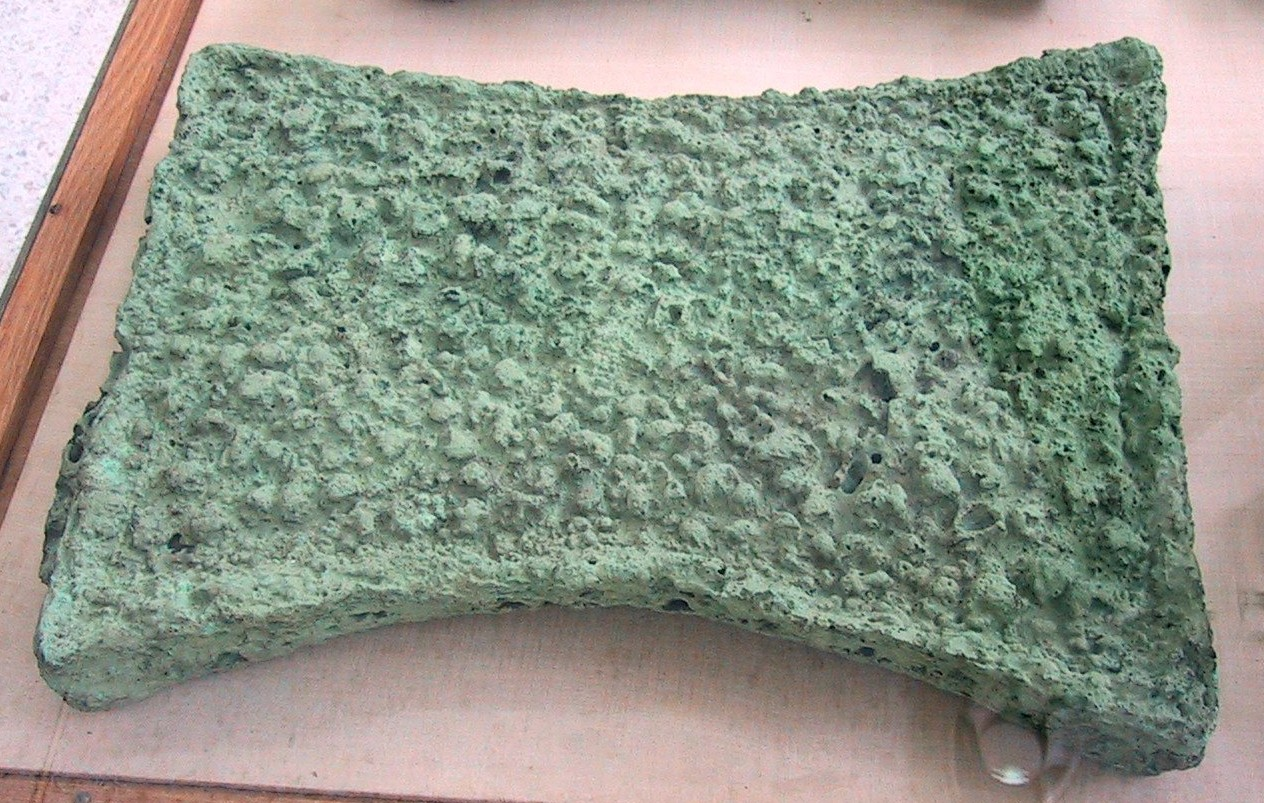
Árupénzként használt rézöntvény (i. e. 2. évezred)

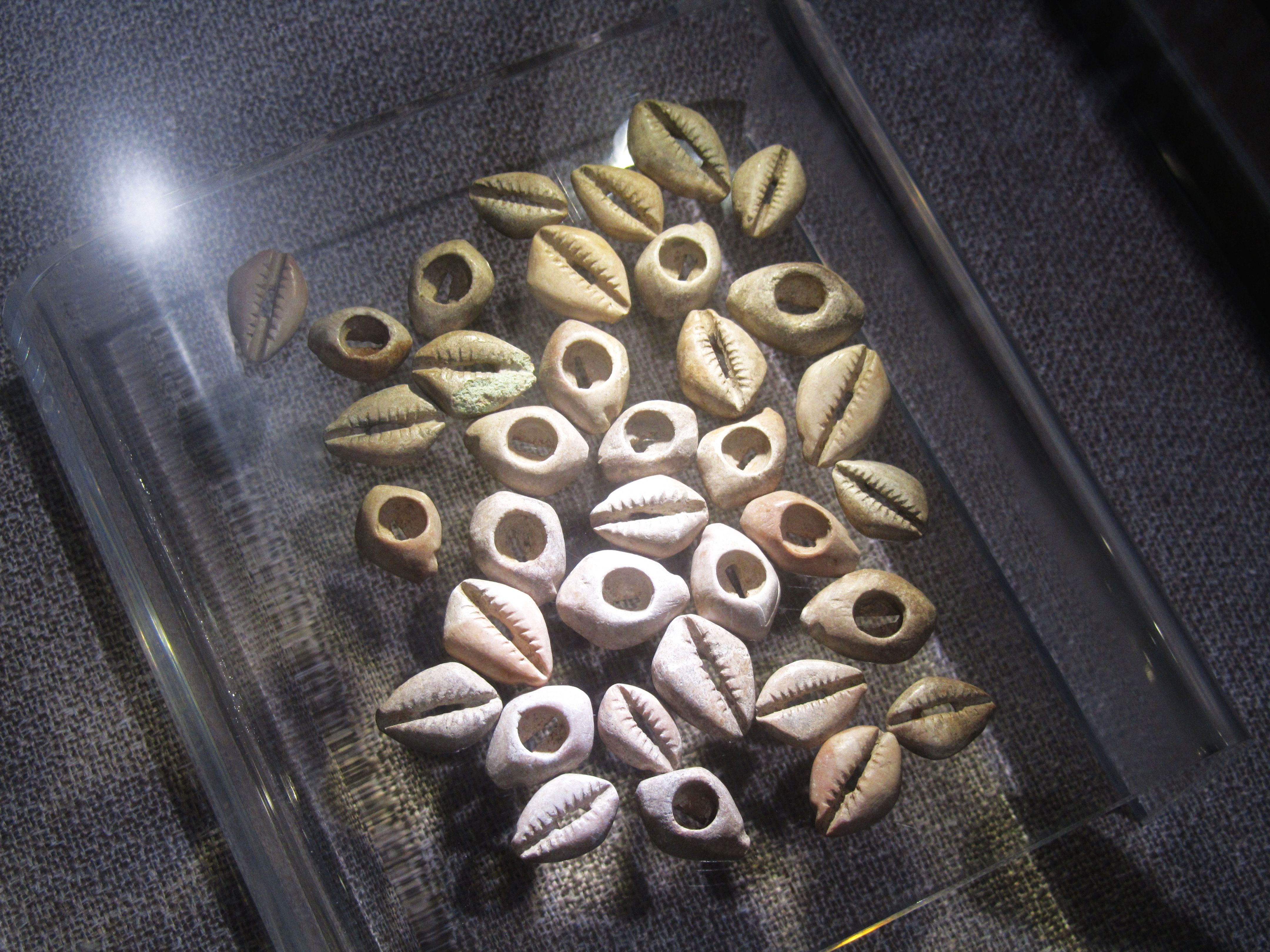
Kauri kagylópénz lelete Kínából

Az árupénz az önálló, belső értékkel bíró, pénzként működő tárgy, ami a gazdaságtörténet során főleg nemesfémekből készült érmét jelentett. Szélesebb értelemben árupénz volt az árura (nemesfémre) közvetlenül beváltható pénz is, amit William Stanley Jevons brit közgazdász nyomán helyenként képviseleti pénznek (angolul representative money) neveznek.
Az árupénz és a hitelpénz közötti átmenet a gazdaságtörténet során gyakran fokozatos volt,  annak függvényében, ahogy az elméletileg nemesfémet képviselő papírpénz beválthatósága csökkent vagy teljesen elenyészett.

### Hitelpénz
A hitelpénz belső érték nélküli, nemesfémre beválthatatlan pénz, bankjegy, papírpénz vagy pénzérme. A hitelpénz működésének alapja a  közmegegyezés. A hitelpénz gyakran törvényes fizetési eszköz. Minden modern pénz hitelpénz.

## A pénz formái
Formája szerint a modern pénz lehet papírpénz, érme, számlapénz, elektronikus pénz valamint digitális jegybankpénz.
A számlapénz a számlavezető bank által végrehajtott jóváírás a számlatulajdonos bankszámláján. Egyszerre jelképezi a számlatulajdonos bankkal szembeni követelését és a bank részéről a tartozás elismerését. Manapság a gazdaságban lévő összpénzmennyiség túlnyomó része (az M1-gyel jelölt mennyiség) számlapénz. A legtöbb tranzakció is számlapénzen keresztül történik. A bankok létrejöttével együtt alakult ki.
Az elektronikus pénz (e-pénz) az Európai Unió által először 2009-ben és azóta folyamatosan szabályozott törvényes fizetési eszköz, mely akár a készpénz digitális alternatívája is lehet.
Az e-pénzről elsőre sokaknak a kriptovaluták jutnak eszébe, azonban az elektronikus pénzre nem jellemzőek a kriptovalutákhoz kapcsolódó - elsősorban technológiai, szabályozói és elszámolási - kockázatok, hanem általában egy szabályozott keretek között kibocsátott digitális e-pénzről van szó, amelyhez Magyarországon a szükséges engedélyt a Magyar Nemzeti Bank adja ki. Az e-pénzt elektronikuspénz-kibocsátó intézmény (e-pénz-kibocsátó) jogosult kibocsátani.
A számítástechnika fejlődés a 20. század második felére lehetővé tette a bankok addig papíralapú nyilvántartásainak digitalizálását. 1990-re az Egyesült Államokban a központi bank és a kereskedelmi bankok között minden pénzmozgás elektronikus formában zajlott. 2000-re a bankokban tárolt pénz legnagyobb része digitális formában létezett. 2012-ben a különböző országokban 20 és 58% között volt a digitális tranzakciók, tehát a fizikai pénz mozgatása nélküli műveletek aránya.
Az elektronikus pénz nem azonos a digitális jegybankpénzzel és különösen nem tartoznak ide a kriptovaluták, amik nem törvényes fizetési eszközök, és közgazdasági értelemben nem tekinthetők pénznek.

## A főáramlaton kívüli pénzelméletek

### Kriptovaluták
Sokan pénznek tekintik a kriptovalutákat is, amelyek közül a legelterjedtebb a bitcoin. Közgazdasági szempontból azonban a kriptovaluták nem tekinthetők igazi pénznek, mivel annak funkcióit nem tudják teljes mértékben betölteni.

### Pénz és fenntarthatóság
Dr. Gyulai Iván úgy látja, hogy rengeteg társadalmi és környezeti kár oka a pénz kamatozása. Elmélete szerint a pénztulajdonos előnybe kerül az árutulajdonossal, mivel az áru romlik és avul, ezért a pénztulajdonos mindig előnyös alkupozícióból indul. Ezen túl a reálgazdaságról leváló spekulációs műveletek révén a nagybefektetők zsarolni képesek a reálgazdaság szereplőit, legyenek azok vállalatok, vagy akár nemzetgazdaságok. Gyulai a megoldást a Silvio Gesell által 1910-es években kidolgozott negatív kamatozású pénzben látja, amely a pénztulajdonos árutulajdonossal szembeni előnyét csökkenti, valamint a felhalmozás ellen hat.
James Tobin a spekulációs pénzmozgásokat nagyon károsnak ítélte, és ezek ellehetetlenítésére javasolt nagyon kis mértékű adója, a Tobin-adó megnehezítené a valuták értékének ingadozását kihasználó pénzváltásokból – teljesítés nélküli – jövedelemre lehessen szert tenni, viszont csekély, pár ezrelékes mértéke miatt a reálgazdasági folyamatokat nem gátolná.

## Pénzügyi bűncselekmények

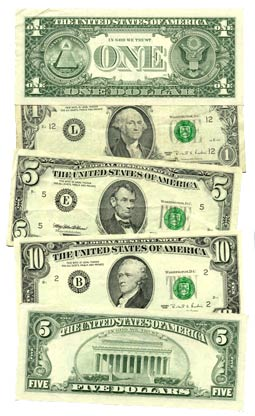
Az amerikai dollár különböző címletei

### Pénzhamisítás
A pénzhamisítás egyidejű a pénz létezésével. Ezért választottak pénz céljára nehezen utánozható tárgyakat, anyagokat, mint a kagylók, majd a nemesfémek. Már az első lüdiai érméket is hamisították.  A papírpénz bevezetése előtt a leggyakoribb pénzhamisítás a pénz nemesfém-tartalmának csökkentése volt.
A papírpénzek esetében természetesen nyomtatás útján gyártottak hamispénzeket. Időnként állami támogatással is folyt ilyen művelet, mint Magyarországon a frankhamisítási botrány, vagy a második világháborúban a hitleri Németországban az angol font és az amerikai dollár hamisítása.
A 21. században is állandó harc folyik a pénzhamisítók és a hatóságok között. Az amerikai dollárt hagyományai miatt viszonylag könnyebb hamisítani és nemzetközi elterjedtsége miatt  nagyon vonzó is a bűnözők számára. Az euró biztonsági jegyei erősebbek, viszonylag kevésbé hamisítható, de ennek ellenére gyakran próbálkoznak vele.

### Pénzmosás
A pénzmosás során a bűnözésből származó pénzt váltják át látszólag legitim forrásból eredő bevételre.